# Marea teoremă a lui Fermat
Marea teoremă a lui Fermat este o celebră teoremă de teoria numerelor. Ea a fost enunțată de Pierre de Fermat în anul 1637, iar demonstrația completă a fost găsită de-abia 357 de ani mai târziu de către matematicianul englez Andrew Wiles.
Enunțul este simplu:
Ecuația {\displaystyle x^{n}+y^{n}=z^{n}} nu are soluții dacă n>2 este număr natural, iar x,y,z sunt numere întregi nenule. Cazurile n = 1 și n = 2 erau cunoscute de a avea infinit de multe soluții încă din antichitate.

## Cazuri particulare
Pentru n = 2, ecuația {\displaystyle x^{n}+y^{n}=z^{n}} are soluții. Există triplete de numere naturale (x,y,z) cu care se pot forma laturile unui triunghi dreptunghic; de aici, conform teoremei lui Pitagora, avem {\displaystyle x^{2}+y^{2}=z^{2}}. De exemplu (3,4,5) sau (5,12,13). Există chiar o infinitate de astfel de triplete, forma lor generală fiind {\displaystyle x=2uv,\ y=u^{2}-v^{2},\ z=u^{2}+v^{2}}, unde u și v sunt numere naturale oarecare.
Pentru n > 2, doar cazul n = 4 admite o demonstrație elementară, schițată de Fermat însuși. Chiar și pentru cazul n = 3 demonstrația depășește nivelul manualelor de liceu; primul care s-a ocupat de cazul n = 3 a fost matematicianul Leonhard Euler, în 1753. În 1825, francezii Johann Peter Gustav Lejeune Dirichlet și Adrien-Marie Legendre tranșează cazul n = 5, demonstrația având ca punct de plecare o idee mai veche a lui Sophie Germain. După câțiva ani, este finalizată demonstrația pentru n = 7,de către francezul Gabriel Lamé.
La mijlocul secolului XIX, Academia Franceză instituie un premiu de 3000 franci (o sumă enormă atunci) pentru o demonstrație completă a teoremei.
Demonstrații pentru numere prime mai mici ca 100 au fost date aproximativ în aceeași perioadă, de către matematicianul german Ernst Kummer.
În 1908, magnatul german Paul Wolfskehl alocă uriașa sumă de 100 000 de mărci celui ce va demonstra teorema ('oferta' fiind valabilă până în 2007).
După apariția calculatoarelor electronice, au fost abordate cazuri particulare pentru valori tot mai mari ale lui n; prin anii 1980, erau elucidate toate cazurile în care n < 4 000 000.
În ultimii ani de dinaintea găsirii demonstrației complete pentru orice n > 2, matematicienii erau convinși că prin metode elementare nu se mai poate aduce nimic nou.

## Demonstrarea teoremei
În anul 1983, matematicianul german Gerd Faltings a demonstrat că există cel mult o mulțime finită de contra-exemple la marea teoremă a lui Fermat.
În septembrie 1994, matematicianul englez Andrew Wiles a dat demonstrația completă a teoremei, după ce, în 1993, propusese o altă demonstrație, care se dovedise a fi greșită. 